# 탁 (래퍼)
탁(TAK, 본명: 이기철, 1983년 9월 10일~)은 대한민국의 힙합 듀오 배치기의 래퍼이며, 무웅과 같은 배치기의 구성원이기도 하였다. 데뷔 이래로 오랫동안 힙합 레이블 스나이퍼 사운드의 소속이면서 크루 Buddha Baby의 구성원이었으나, 2012년에 제대 후 크루와 레이블을 탈퇴하였다. 그 이후에는 YMC 엔터테인먼트 소속이었으나 2017년, YMC 엔터테인먼트와 계약 종료되어 2018년 무소속으로 활동 중이다.

## 학력
- 서울상일초등학교 (졸업)
- 서울한영중학교 (졸업)
- 서울한영고등학교 (졸업)
- 백제예대 실용음악학과 (전문학사)

## 바이오그래피
탁은 1998년 중학교 3학년 때 조PD, Wu Tang Clan 등을 접하면서 힙합 음악에 대해 알고 빠져들게 되었다. 그 관심은 커져, 1999년 TakTak36이란 이름으로 Zenio7, Psyops, Peda와 함께 배치기를 결성하는 것으로 힙합 가수 활동을 시작하였다. 배치기는 활동 중 2000년 어느 클럽 공연에서 우연히 MC 스나이퍼를 만나 인연을 쌓게 되었고, 자연스럽게도 《Buddha Baby》라는 크루의 창립 멤버가 되었다. 이들은 이후 앨범을 준비하게 되었고, 우여곡절 끝에 멤버는 2인조로 재정비된 배치기는 2005년 첫 앨범을 발매하였다. 그때 TakTak36은 탁이란 이름으로 개명하였다.
4년간 세 장의 앨범을 내면서 활동해온 배치기는 무웅이 2009년 4월 강동구청에서 공익근무를 시작하면서 활동이 중단되었다. 이후 9월에 무웅이 입소하였는데, 입소 날짜에 맞춰 배치기 디지털 싱글이 하나 더 발표되었다. 2012년 제대 후에는 YMC 엔터테인먼트에 새 둥지를 틀고 배치기로써 무웅과 함께 다시 활동 중이다.

## 피쳐링 활동
배치기로 참여한 것은 제외
- MC 스나이퍼, Skul1, Kinetic Flow, TakTak36 - Buddha Baby
- MC 스나이퍼 - 〈대화〉 (Feat. TakTak36)
- MC 스나이퍼 - 〈모의 태〉 (Feat. 탁)
- Mad Clown - Flowdown (Feat. 화나, 탁)
- 아웃사이더 - Speed Racer (Feat. KEIKEI, Maslo, Csp, Kirbytrap, L.E.O., Illinit, Huckleberry P, JJK, Diz'one, Sunday 2PM, LMNOP, Marco, 화나, KyFish, 탁)
- 랍티미스트 - 〈잘됐어〉 (Feat. 탁, 지종환, DJ SQ)

## 스타일
탁의 스타일은 무웅과 대조적으로 하이톤에 화려한 플로우를 구사하는 쪽이다. 자신의 빠른 랩에 대해 탁은 "초기에 Bone Thugs N Harmony 랩을 한국어로 바꿔 따라하는 식으로 랩을 해서 그런 것 같다"고 말하였다. 한편 작사, 라임, 플로우를 통틀어 자신의 랩 메이킹에 관해서는 다음과 같이 얘기하였다.
내가 경험한 혹은 해석하는 상황이나 사물에 대한 감정에 충실하면서 말 그대로 그냥 흐르는(flow) 대로 쓰는 편이에요 그리고 거기서 자연스레 운율감이 생기는 것을 더 추구하구요. 보통 16마디 가사를 쓸 때 한 30마디 많게는 50마디의 가사를 써 추려 냅니다. 전반 적인 스킬역시 ‘난 여기서 이렇게 해야겠어!’ 이렇다 기보단 오랫동안 랩을 하면서 쌓인 나만이 할 수 있는 습관적인 유희들이 입에 베이다 보니 자연스레 나오는 것 이라 생각해요.

그의 랩스킬은 많은 이들의 인정을 받아, Buddha Baby를 좋게 보지 않는 이들도 탁의 실력만은 무시할 수 없다고 할 정도이다.
한편 그는 비트메이킹도 담당하여, 배치기 앨범 몇 곡 (대표적으로 〈선〉, 〈천일기〉 등등)을 프로듀싱한 바 있다. 그는 누구의 영향을 받은 것이 아닌, "국, 내외 쟁쟁한 프로듀서 분들의 곡을 듣고 충격을 먹으며 ‘쳇! 나도 만들 수 있어!’ 이런 열등감에서 오는 감정에 복받쳐 마구 작업을 한다"고 말하였으나, 매니아들은 그의 비트가 MC 스나이퍼의 영향을 받은 것으로 생각하는 사람들이 많다. 이에 대해 탁은 "함께 하다 보니 자연스레 묻어 나온 게 있을지는 모르겠지만 스나이퍼형 색이 너무 강하다 보니 사람들이 조금만 스나이퍼형 느낌이 나도 괜히 ‘엇? 이거 좀 스나이퍼 색깔이네’ 이렇게 보시는 분들도 많은 것 같다"고 말하며, "스나이퍼형 역시 제가 그렇게 되길 원하시지 않고요, 그런 것들이 있을 때 마다 좋은 거든 나쁜 거든 일단 지적을 해주신다"고 덧붙였다.

## 이름
- 탁은 어머니의 성에서 온 것이다. 옛날 예명 TakTak 36은 어머니의 성 탁을 두 번 쓰고, 아버지가 돌아가셨을 때의 어머니의 나이 32와 죽을 사(死)를 뜻하는 4를 더해 만든 이름이다.[3]